# Philip Sandblom
John Philip Sandblom, född 29 oktober 1903 i Chicago, död 21 februari 2001 i Lausanne, var en svensk forskare inom medicinsk vetenskap, professor i kirurgi från 1950 och rektor för Lunds universitet 1957-1968. Han var far till John Sandblom.

## Biografi
Philip Sandblom, som var född i USA som son till tandläkaren John Sandblom, var delvis uppvuxen i Norge innan familjen återvände till Sverige. Han blev medicine licentiat 1930 och disputerade 1944 vid Karolinska institutet med avhandlingen The tensile strength of healing wounds. Senare forskning rörde bland annat hemobili och sambanden mellan olika former av sjukdomar och konstnärligt skapande (särskilt känd är en studie om Vincent van Goghs epilepsi). Konsthistoria och konstsamlande hörde för övrigt till Sandbloms stora privata intressen. Stora delar av sin samling donerade han mot slutet av sitt liv till Lunds universitet.
Sandblom blev 1950 professor i kirurgi vid Lunds universitet och 1957 utnämndes han till Rector Magnificus vid samma universitet. Han slöt under sin rektorstid flera internationella samarbetsavtal för universitetets räkning. Sin post som rektor lämnade Sandblom 1968. 
Sandblom var i slutet av 1960-talet programledare för TV-programmet Fråga Lund, där han även besvarade medicinska frågor. Efter sin pensionering från universitetet var han verksam som läkare och forskare i San Diego, USA och i Lausanne i Schweiz, där han avled 2001.
Sandblom invaldes 1951 som ledamot av Fysiografiska sällskapet i Lund och blev 1959 ledamot av Humanistiska vetenskapssamfundet i Lund.
I sin ungdom var Sandblom, liksom fadern och brodern Carl, en framstående seglare. Vid olympiska sommarspelen 1928 i Amsterdam blev han bronsmedaljör i 8-metersklassen.
Han var gift med amerikanskan Grace Schaeffer (1907–2006). Hon skapade en särskild fond för årliga föreläsningar på hans födelsedag, vilka hålls kring temat "Humaniora och medicin".